# Negyedhármas-barlang
A Negyedhármas-barlang a Duna–Ipoly Nemzeti Park területén lévő Pilis hegységben, az Oszolyon található egyik barlang.

## Leírás
Csobánka külterületén, Margitligeten helyezkedik el. A Margitliget felett emelkedő nagy sziklacsoport tövében, annak legdélibb oldalán van a barlang bejárata. A bejárathoz határozott ösvény vezet. A barlang felső triász dachsteini mészkőben freatikus körülmények között jött létre. A pusztuló gömbfülkékből és egy hasadékból álló barlang falain elaggott cseppkövek figyelhetők meg. A barlang nagyon lapos, csak kúszva, kényelmetlenül járható. A barlang megtekintését a benne lévő nagy mennyiségű kőzettörmelék is nehezíti.
1975-ben volt először Negyedhármas-barlangnak nevezve a barlang az irodalmában. Előfordul a barlang az irodalmában Margitligeti-üreg (Kordos 1981) és Negyedhármas barlang (Kordos 1971) neveken is.

## Kutatástörténet
Az 1967-ben napvilágot látott Pilis útikalauz című könyvben az jelent meg, hogy az Oszoly Csobánkára néző, Ny-i oldalán, az erdővel körülvett mészkősziklák között több jelentéktelen üreg található. Az 1969. évi Karszt- és Barlangkutatási Tájékoztatóban publikált közlemény szerint 1969 augusztusában a Szpeleológia Barlangkutató Csoport a Kevélyekben szervezett tábor során fix pontokat helyezett el az Oszoly és az Oszoly-oldal 8 kisebb-nagyobb üregében.
1970. március 22-én és 1970. április 26-án Kordos László vizsgálta a barlang klímáját Assmann-féle aspirációs pszichrométerrel. 1970-ben Kordos László és Wehovszky Erzsébet vesztett pontokkal és bányászkompasszal felmérte a barlangot. A felmérés alapján Kordos László 1:100 méretarányú alaprajz térképet és hosszmetszet térképet szerkesztett és rajzolt. A felmérés szerint a barlang 5 m hosszú és 1,3 m mély.
A Szpeleológia Barlangkutató Csoport 1970. évi jelentésében részletes leírás található a barlangról és kutatástörténetéről. A jelentésben az van írva, hogy a Negyedhármas barlangnak a Margitliget fölé emelkedő nagy sziklacsoport tövében van a bejárata. Egy kitöltött, pusztuló fülkéből és egy hasadékból áll. Dachsteini mészkő töredezett rétegeiben nyílik a barlang. A falakon elaggott cseppkövek vannak. Kitöltése humuszos, köves. Valószínűleg hévizes eredetű. A barlang nedves, de csepegés csak hóolvadáskor figyelhető meg. Irodalomban nem szerepel a barlang és előző kutatói ismeretlenek. 1970-ben a Szpeleológia Barlangkutató Csoport tagjai vizsgálták. A barlang felszerelés nélkül megtekinthető. A jelentés mellékletébe bekerültek az 1970-es térképek.
Az 1974-ben megjelent Pilis útikalauz című könyvben, a Pilis hegység és a Visegrádi-hegység barlangjainak jegyzékében (19–20. old.) meg van említve, hogy a Pilis hegység és a Visegrádi-hegység barlangjai között vannak az Oszoly barlangjai. A Pilis hegység barlangjait leíró rész szerint a Csobánka felett emelkedő Oszoly sziklái között másféltucat kis barlang van. Ezeket a Szpeleológia Barlangkutató Csoport térképezte fel és kutatta át rendszeresen. E kis barlangok többsége nem nagyon látványos, de meg kell említeni őket, mert a turisták, különösen a sziklamászók által rendszeresen felkeresett Oszoly sziklafalaiban, valamint azok közelében némelyikük kitűnő bivakolási lehetőséget nyújt.
Az 1975. évi MKBT Beszámolóban publikálva lett az 1970. évi jelentés barlangra vonatkozó része a jelentés mellékletében lévő térképekkel együtt. A Negyedhármas-barlang a Margitliget felett emelkedő nagy sziklacsoport Ny-i tövében nyílik. Pusztuló gömbfülkéből és egy hasadékból áll. Dachsteini mészkőben alakult ki. A falakon elaggott cseppkövek vannak. A kitöltés humuszos, köves. A klímamérések eredménye az 1. számú táblázatban látható. Kordos László 1970-ben térképezte vesztett pontokkal. 5 m hosszú és 1,3 m mély. Előző kutatói ismeretlenek. A kiadványban van egy helyszínrajz, amelyen a Csúcs-hegy és az Oszoly barlangjainak földrajzi elhelyezkedése látható. A rajzon megfigyelhető a Negyedhármas-barlang földrajzi elhelyezkedése.
A Bertalan Károly által írt és 1976-ban befejezett kéziratban az olvasható, hogy a Pilis hegységben, a Kevély-csoportban, Pomázon helyezkedik el a Negyedhármas barlang. A Margitliget felett emelkedő nagy sziklacsoport tövében, repedések között van a barlang bejárata. A barlang 5 m hosszú és 1,3 m mély. Hévizes eredetű, nagyon kitöltött, pusztuló cseppköves gömbfülke és egy kis hasadék. A kézirat barlangra vonatkozó része 2 irodalmi mű alapján lett írva. Az 1981. évi Karszt és Barlang 1–2. félévi számában nyilvánosságra lett hozva, hogy a Margitligeti-üregnek 4820/30. a barlangkataszteri száma.

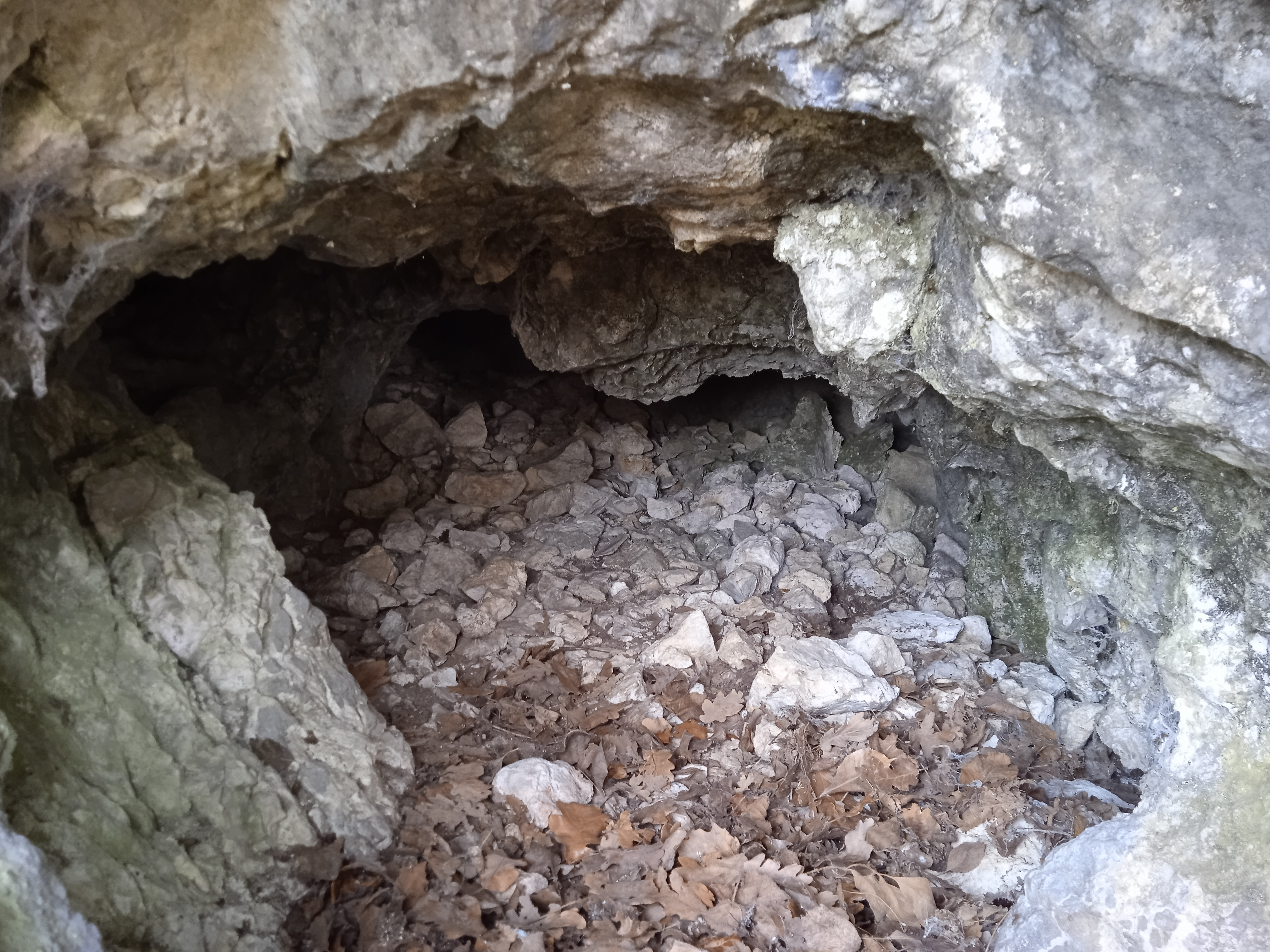
A Negyedhármas-barlang belseje

Az 1984-ben napvilágot látott Magyarország barlangjai című könyv országos barlanglistájában szerepel a Pilis hegység barlangjai között a barlang Margitligeti-üreg néven Negyedhármas-barlang névváltozattal. A listához kapcsolódóan látható a Dunazug-hegység barlangjainak földrajzi elhelyezkedését bemutató 1:500 000-es méretarányú térképen a barlang földrajzi elhelyezkedése. Az 1991-ben megjelent útikalauzban meg van ismételve az 1974-es útikalauznak az Oszoly barlangjait bemutató általános ismertetése. A Kárpát József által írt 1991-es összeállításban meg van említve, hogy a Negyedhármas-barlang (Csobánka) 5 m hosszú és 1 m mély. Az 1996. évi barlangnapi túrakalauzban meg van ismételve az 1991-ben kiadott útikalauzban található leírás, amely az Oszoly barlangjait általánosan ismerteti.
1997. május 28-án Regős József mérte fel a barlangot és a felmérés alapján 1997. május 31-én Kraus Sándor rajzolt alaprajz térképet keresztmetszettel. 1997. május 31-én Kraus Sándor rajzolt helyszínrajzot, amelyen a Margit-ligeti-szirt barlangjainak földrajzi elhelyezkedése van ábrázolva. A helyszínrajz egy 1997. május 29-ei bejáráson alapul. A helyszínrajzon látható a Negyedhármas névvel jelölt barlang földrajzi elhelyezkedése. Kraus Sándor 1997. évi beszámolójában az olvasható, hogy 1997 előtt is ismert volt a Negyedhármas-barlang, amelynek 1997-ben készült el a térképe. A jelentésbe bekerült az 1997-es helyszínrajz. A 2005-ben megjelent Magyar hegyisport és turista enciklopédia című könyvben meg van említve, hogy az Oszoly erdejében elszórtan sziklatömbök és kis barlangnyílások váltogatják egymást.